# Rochau
Rochau – gmina w Niemczech, w kraju związkowym Saksonia-Anhalt, w powiecie Stendal, wchodzi w skład gminy związkowej Arneburg-Goldbeck.
1 stycznia 2011 do gminy przyłączono Klein Schwechten.